# جنبش مقاومت ایتالیا
جنبش مقاومت ایتالیا (ایتالیایی: Resistenza italiana) واژه‌ای است که به گروه‌های مقاومتی گفته می‌شود که در برابر آلمان‌های اشغالگر و فاشیستهای حاکم بر ایتالیا یعنی حکومت دست نشانده ایتالیا در سالهای جنگ جهانی دوم می‌جنگیدند. این جنبش توسط گروه‌های ائتلافی و ائتلاف علیه تشکل نظامی نازی‌ها با نیروهای ایتالیایی تشکیل شده بود. نیروهای مسلح نازی در شمال ایتالیا مستقر شده این مناطق را به اشغال خود درآورده بودند. این جنبش بعنوان مقاومت ایتالیا یا پارتیزان‌های ایتالیا نیز شناخته می‌شد.
درگیریهای خونینی که این جنبش در آن شرکت داشته هم با عنوان «جنگ آزادیبخش ایتالیا» و هم بعنوان «جنگ داخلی در ایتالیا» شناخته شده‌است. منظور از جنگ داخلی ایتالیا عمدتاً جنگ علیه فاشیست‌هاست.
جمهوری ایتالیا بر پایه جدال علیه فاشیسم و مقاومتی که در این کشور وجود داشته‌است ایجاد شد.

## مقاومت نیروهای مسلح ایتالیا

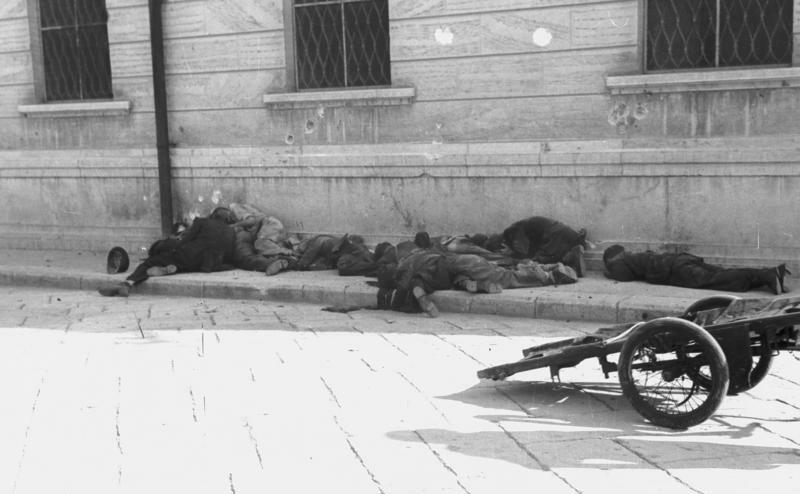
تصاویری از نیروهای مقاومت ایتالیا که در سپتامبر ۱۹۴۳ توسط آلمانها کشته شده‌اند

مقاومت مسلحانه علیه اشغالگران نازی بعد از آن شروع شد که ائتلافی میان نظامیان دولتی و پارتیزان‌ها شکل گرفت. نظامیان دولتی یا بخش‌هایی از ارتش این کشور بودند یا نیرویی که در آن زمان پلیس نظامی نام داشت. برجسته‌ترین درگیری که در رم در تاریخ ثبت شده‌است در روزی بود که این ائتلاف اعلام وجود کرد. این نیروها رم و جاده‌های منتهی به آنرا محاصره کردند. در این درگیری نیروهای نازی تلفات سنگینی را متحمل شدند ولی از آنجا که زرهی‌های پانزر را وارد صحنه کردند توانستند تعادل قوای نظامی را به نفع خود تغییر دهند.

## نبرد پیومبینو

نقشه ایتالیا در طول جنگ داخلی، با تمرکز بر جمهوری دموکراتیک ایتالیا

یکی از مهمترین فصل‌های مقاومت توسط نیروهای مسلح ایتالیا، نبرد پیومبینو، توسکانی است. در دهم سپتامبر سال ۱۹۴۳ یک گروه از آلمان‌ها تلاش کرد تا وارد بندر پیومبینو شود ولی افرادی که در بندر حضور داشتند مانع شدند. این گروه قصد داشت تا بندر را تصرف کند. مردم از نیروهای ایتالیایی همکار نازی‌ها خواستند تا نگذارند این گروه وارد بندر شود ولی فرمانده نیروی ایتالیایی ژنرال فورتوناتو پرنی دستور داد تا تانک‌هایش به مردم شلیک کنند. بعضی از افسران جزء بر خلاف دستور فرماندهان مافوقشان میان مردم سلاح توزیع کردند. داوطلب‌هایی که در میان مردم بودند به سربازان ایتالیایی پیوستند تا از بندر دفاع کنند. تانک‌های ایتالیایی یک قایق جنگی آلمان‌ها را غرق کردند. توپخانه ایتالیا همچنین هفت شناور آلمان‌ها را غرق کرد. تهاجم آلمان‌ها در سپیده دم روز ۱۱ سپتامبر هم شکسته شد. ۱۲۰ آلمانی کشته شدند و ۲۰۰ تا ۳۰۰ نفر دیگر از آن‌ها به اسارت نیروهای ایتالیایی درآمدند. در میان اسرا ۱۲۰ نفر مجروح هم دیده شدند.

## مقاومت مخفی
بعد از اشغال ایتالیا توسط آلمان‌ها شهر ناپل قیام کرد و مردم شهر را آزاد کردند. در آخرین روزهای سپتامبر ۱۹۴۳ مردم این شهر شورش کردند. در شهرهای دیگر هم مردم شورش کردند و گروه‌های مقاومت که توسط افسران ارتش پادشاهی یا احزاب سیاسی سازماندهی می‌شدند در قیام شرکت کردند.

## کمیته ملی آزادی
کمیته ملی آزادی CLN که توسط حزب کمونیست، سوسیالیست، حزب لیبرال سوسیالیست جمهوریخواه ایتالیا، حزب دمکرات مسیحی و دیگر احزاب خرد تشکیل شده بود در هماهنگی با نخست‌وزیر پادشاه ویکتور امانوئل سوم و هم پیمانان او کنترل جنبش را در دست داشت. نیروهای نظامی این کمیته در مقابل آلمان‌ها صف آرایی کرده بودند و اغلب گروه‌های منطقه از آن حمایت می‌کردند.

## مشارکت خارجی‌ها
تمامی اعضای مقاومت ایتالیایی نبودند. بسیاری از خارجی‌هایی که از اردوگاه‌ها فرار کرده بودند به گروه‌های چریکی موسوم به مأموریت نظامی پیوسته بودند. در میان این خارجیان یوگسلاوها، چک‌ها، روس‌ها، اوکراینی‌ها، لهستانی‌ها، اسپانیولی‌ها، یونانی‌ها، آلمانی‌ها و بریتانیایی‌ها و آمریکایی‌ها نیز در میان افراد مقاومت ایتالیا به چشم می‌خوردند. در میان این خارجیان چهره‌های برجسته‌ای نیز مانند بیل تیلمن جهانگرد، پیتر تامکینز تاریخدان و روزنامه‌نگار، خلبان سابق کنت مانفرد و اولیور چرچیل آرشیتکت نیز حضور داشتند. نویسنده‌ای بنام جرج دانینگ ماجراهای جنگیدن این افراد در کنار پارتیزان‌ها را در کتاب «جایی که بسیاران زخمی می‌شوند» به رشته تحریر درآورده است.

## قیام ۱۹۴۵
در ۱۹ آوریل سال ۱۹۴۵ کمیته ملی آزادی به قیام فراخوان داد. در ۱۹ آوریل بولونیا توسط پارتیزان‌ها هدف تهاجم قرار گرفت و در ۲۱ آوریل آزاد شد. پارما و رجو نل امیلیا در روز ۲۴ آوریل آزاد شد. تورین و میلان در ۲۵ آوریل بعد از قیامی سراسری آزاد شد. در روزهای ۲۶ و ۲۷ آوریل یک نیروی ۱۴ هزار نفری از آلمان‌ها و فاشیست‌ها در شهر جنوا دستگیر شدند. بسیاری از آلمان‌های شکست خورده تلاش کردند که از ایتالیا فرار کنند. بعضی گروه‌های پارتیزانی با این شرط به ستون‌های آلمانی اجازه دادند عبور کنند که ایتالیایی‌های همراهشان را تحویل دهند.
نیروهای اشغالگر آلمانی در ایتالیا در تاریخ دوم ماه مه سال ۱۹۴۵رسماً شکست خوردند. آن عده از فاشیست‌ها که می‌خواستند جنگ را ادامه دهند نیز توسط پارتیزان‌ها و متفقین بسرعت سرکوب شدند.

## روز آزادی
از سال ۱۹۴۹ روز ۲۵ آوریل هر سال بعنوان روز آزادی ایتالیا رسماً جشن گرفته می‌شود. این روز همچنین بنام روز مقاومت نیز شناخته می‌شود. جورجو ناپولیتانو رئیس‌جمهور ایتالیا در سال ۲۰۱۴ در سخنرانی اش گفت ارزش‌های مقاومت از جنبش پارتیزانی و تلاش سربازانی که برای آزادی ایتالیا جنگیدند همواره باقی خواهد ماند و به دور از لفاظی‌های اسطوره‌ای است.
مقاومت، تلاش برای آزادی ایتالیا و استقلال آن یک موتور مردمی ایده‌آل‌ها و فراتر از آن یک خلق مسلح و تحرک شجاعانه جوانانی بود که علیه خارجیان شوریدند.